# Polen op de Olympische Winterspelen 1992
Tijdens de Olympische Winterspelen van 1992, die in Albertville (Frankrijk) werden gehouden, nam Polen voor de zestiende keer deel.

## Deelnemers en resultaten

### Alpineskiën
| Olympiër          | Discipline       | Resultaat | Prestatie                                                                                |
| ----------------- | ---------------- | --------- | ---------------------------------------------------------------------------------------- |
| Jakub Malczewski  | super g (m)      | dnf       | opgave                                                                                   |
| Jakub Malczewski  | reuzenslalom (m) | 52e       | 2.30,67 (+23,69) 1.15,86+1.14,81                                                         |
| Jakub Malczewski  | slalom (m)       | dnf-2     | opgave run 2 1.00,59+dnf                                                                 |
| Marcin Szafrański | super g (m)      | dnf       | opgave                                                                                   |
| Marcin Szafrański | reuzenslalom (m) | 46e       | 2.27,40 (+20,42) 1.15,06+1.12,34                                                         |
| Marcin Szafrański | slalom (m)       | dnf-1     | opgave run 1                                                                             |
| Marcin Szafrański | combinatie (m)   | 26e       | 133,04 p. (+118,46) afdaling: 57,39 p. (1.50,60) slalom: 75,65 p. (1.54,45: 56,55+57,90) |
|                   |                  |           |                                                                                          |
| Ewa Zagata        | reuzenslalom (v) | 29e       | 2.29,42 (+16,68) 1.14,56+1.14,86                                                         |
| Ewa Zagata        | slalom (v)       | dnf-1     | opgave run 1                                                                             |

### Biatlon
| Olympiër                                                        | Discipline             | Resultaat | Prestatie |
| --------------------------------------------------------------- | ---------------------- | --------- | --- |
| Zbigniew Filip                                                  | 10 km (m)              | 16e       | 27.23,7 (+1.21,4) pen.: 1 (0 + 1)                                                                                           |
| Zbigniew Filip                                                  | 20 km (m)              | 72e       | 1:06.40,9 (+9.06,5) pen.: 7 (1 + 2 + 2 + 2)                                                                                 |
| Dariusz Kozłowski                                               | 20 km (m)              | 58e       | 1:04.17,2 (+7.42,8) pen.: 4 (1 + 0 + 0 + 3)                                                                                 |
| Krzysztof Sosna                                                 | 10 km (m)              | 46e       | 28.37,4 (+2.35,1) pen.: 3 (0 + 3)                                                                                           |
| Krzysztof Sosna                                                 | 20 km (m)              | 60e       | 1:04.24,1 (+7.49,7) pen.: 7 (3 + 1 + 1 + 2)                                                                                 |
| Jan Wojtas                                                      | 10 km (m)              | 56e       | 28.56,5 (+2.54,2) pen.: 2 (0 + 2)                                                                                           |
| Jan Ziemianin                                                   | 10 km (m)              | 29e       | 27.47,2 (+1.44,9) pen.: 1 (0 + 1)                                                                                           |
| Jan Ziemianin                                                   | 20 km (m)              | 32e       | 1:01.44,7 (+4.10,3) pen.: 4 (0 + 1 + 1 + 2)                                                                                 |
| Team Dariusz Kozłowski Jan Ziemianin Jan Wojtas Krzysztof Sosna | 4x7,5 km estafette (m) | 9e        | 1:27.56,7 (+3.13,2) pen.: 0 22.45,6 pen.: 0 (0 + 0) 21.21,0 pen.: 0 (0 + 0) 22.11,2 pen.: 0 (0 + 0) 21.38,9 pen.: 0 (0 + 0) |
|                                                                 |                        |           | |
| Zofia Kiełpińska                                                | 7,5 km (v)             | 50e       | 28.39,7 (+4.10,5) pen.: 4 (2 + 2)                                                                                           |
| Zofia Kiełpińska                                                | 15 km (v)              | 62e       | 1:03.15,1 (+12.27,9) pen.: 11 (4 + 4 + 1 + 2)                                                                               |
| Krystyna Liberda                                                | 7,5 km (v)             | 60e       | 29.39,9 (+5.10,7) pen.: 7 (5 + 2)                                                                                           |
| Krystyna Liberda                                                | 15 km (v)              | 59e       | 1:02.57,2 (+11.10,0) pen.: 8 (3 + 3 + 1 + 1)                                                                                |
| Halina Pitoń                                                    | 7,5 km (v)             | 40e       | 28.11,7 (+3.42,5) pen.: 4 (2 + 2)                                                                                           |
| Halina Pitoń                                                    | 15 km (v)              | 20e       | 56.07,2 (+4.20,0) pen.: 4 (2 + 1 + 1 + 0)                                                                                   |
| Agata Suszka                                                    | 7,5 km (v)             | 46e       | 28.23,6 (+3.54,4) pen.: 3 (0 + 3)                                                                                           |
| Agata Suszka                                                    | 15 km (v)              | 46e       | 59.30,2 (+7.43,0) pen.: 6 (0 + 2 + 1 + 3)                                                                                   |
| Team Agata Suszka Zofia Kiełpińska Halina Pitoń                 | 3x7,5 km estafette (v) | 14e       | 1:24.07,5 (+8.11,9) pen.: 4 28.32,0 pen.: 1 (1 + 0) 29.12,1 pen.: 3 (0 + 3) 26.23,4 pen.: 0 (0 + 0)                         |

### Kunstrijden
| Olympiër            | Discipline | Resultaat | Prestatie                               |
| ------------------- | ---------- | --------- | --------------------------------------- |
| Grzegorz Filipowski | mannen     | 11e       | 16,5 p. (korte kür: 13 - lange kür: 10) |
| Zuzanna Szwed       | vrouwen    | 19e       | 30,5 p. (korte kür: 23 - lange kür: 19) |

### Langlaufen
| Olympiër                                                            | Discipline                    | Resultaat | Prestatie                                           |
| ------------------------------------------------------------------- | ----------------------------- | --------- | --------------------------------------------------- |
| Wiesław Cempa                                                       | 10 km klassiek (m)            | 63e       | 32.13,9 (+4.37,9)                                   |
| Wiesław Cempa                                                       | 30 km klassiek (m)            | 52e       | 1:32.25,4 (+9.57,6)                                 |
| Wiesław Cempa                                                       | 50 km vrije stijl (m)         | 32e       | 2:15.06,7 (+11.25,2)                                |
| Wiesław Cempa                                                       | achtervolging 10 km+15 km (m) | 48e       | +6.51,3 (10 km:32.13 + 15 km:40.16,2)               |
| Andrzej Piotrowski                                                  | 10 km klassiek (m)            | 57e       | 31.56,9 (+4.20,9)                                   |
| Andrzej Piotrowski                                                  | 30 km klassiek (m)            | 61e       | 1:34.32,9 (+12.05,1)                                |
| Andrzej Piotrowski                                                  | 50 km vrije stijl (m)         | 48e       | 2:20.32,9 (+16.51,4)                                |
| Andrzej Piotrowski                                                  | achtervolging 10 km+15 km (m) | 47e       | +6.51,0 (10 km:31.56 + 15 km:40.32,9)               |
|                                                                     |                               |           |                                                     |
| Bernadetta Bocek                                                    | 5 km klassiek (v)             | 36e       | 15.47,4 (+1.33,6)                                   |
| Bernadetta Bocek                                                    | 15 km klassiek (v)            | 24e       | 46.18,6 (+3.57,8)                                   |
| Bernadetta Bocek                                                    | 30 km vrije stijl (v)         | 23e       | 1:31.44,3 (+9.14,2)                                 |
| Bernadetta Bocek                                                    | achtervolging 5 km+10 km (v)  | 27e       | +3.20,6 (5 km:15.47 + 10 km:27.41,3)                |
| Dorota Kwaśny                                                       | 5 km klassiek (v)             | 24e       | 15.16,5 (+1.02,7)                                   |
| Dorota Kwaśny                                                       | 15 km klassiek (v)            | 35e       | 47.44,4 (+5.23,6)                                   |
| Dorota Kwaśny                                                       | achtervolging 5 km+10 km (v)  | 21e       | +3.01,0 (5 km:15.16 + 10 km:27.52,7)                |
| Halina Nowak                                                        | 5 km klassiek (v)             | 55e       | 16.56,1 (+2.42,3)                                   |
| Halina Nowak                                                        | 30 km vrije stijl (v)         | 25e       | 1:31.56,2 (+9.26,1)                                 |
| Halina Nowak                                                        | achtervolging 5 km+10 km (v)  | 44e       | +5.24,7 (5 km:16.56 + 10 km:28.36,4)                |
| Katarzyna Popieluch                                                 | 15 km klassiek (v)            | 38e       | 48.45,3 (+6.24,5)                                   |
| Katarzyna Popieluch                                                 | 30 km vrije stijl (v)         | dnf       | opgave                                              |
| Małgorzata Ruchała                                                  | 5 km klassiek (v)             | 40e       | 15.57,9 (+1.44,1)                                   |
| Małgorzata Ruchała                                                  | 15 km klassiek (v)            | 34e       | 47.36,3 (+5.15,5)                                   |
| Małgorzata Ruchała                                                  | 30 km vrije stijl (v)         | 24e       | 1:31.47,6 (+9.17,5)                                 |
| Małgorzata Ruchała                                                  | achtervolging 5 km+10 km (v)  | dns       | opgave (5 km:15.58 + 10 km:niet gestart)            |
| Team Małgorzata Ruchała Dorota Kwaśny Bernadetta Bocek Halina Nowak | 4x5 km estafette (v)          | 10e       | 1:03.23,0 (+3.48,2) 15.57,5 15.51,5 15.45,4 15.48,6 |

### Noordse combinatie
| Olympiër           | Discipline      | Resultaat | Prestatie                                  |
| ------------------ | --------------- | --------- | ------------------------------------------ |
| Stanisław Ustupski | individueel (m) | 8e        | +2.28,1 — schans: 202,6 p — 15 km: 44.03,5 |
| Stefan Habas       | individueel (m) | 25e       | +5.50,0 — schans: 191,8 p — 15 km: 46.13,4 |

### Rodelen
| Olympiër                          | Discipline | Resultaat | Prestatie                              |
| --------------------------------- | ---------- | --------- | -------------------------------------- |
| Leszek Szarejko Adrian Przechewka | dubbel     | 20e       | 1.55,054 (+23,001) (47,127 / 1.07,927) |

### Schaatsen
| Olympiër           | Discipline   | Resultaat | Prestatie         |
| ------------------ | ------------ | --------- | ----------------- |
| Paweł Abratkiewicz | 500 m (m)    | 31e       | 38,74 (+1,60)     |
| Paweł Abratkiewicz | 1000 m (m)   | 28e       | 1.17,40 (+2,55)   |
| Paweł Jaroszek     | 1000 m (m)   | 32e       | 1.17,82 (+2,97)   |
| Paweł Jaroszek     | 1500 m (m)   | 16e       | 1.57,80 (+2,99)   |
| Jaromir Radke      | 5000 m (m)   | 16e       | 7.18,40 (+18,43)  |
| Jaromir Radke      | 10.000 m (m) | 14e       | 14.42,60 (+30,48) |
|                    |              |           |                   |
| Ewa Wasilewska     | 1000 m (v)   | 18e       | 1.24,28 (+2,38)   |
| Ewa Wasilewska     | 1500 m (v)   | 14e       | 2.09,64 (+3,77)   |
| Ewa Wasilewska     | 3000 m (v)   | 24e       | 4.44,56 (+24,66)  |

### Schansspringen
| Olympiër           | Discipline                   | Resultaat | Prestatie                                        |
| ------------------ | ---------------------------- | --------- | ------------------------------------------------ |
| Zbigniew Klimowski | grote schans individueel (m) | 49e       | 117,9 punten 55,0 p. (87,5 m) + 62,9 p. (91,0 m) |

### IJshockey
| Olympiër | Discipline | Resultaat | Prestatie |
| --- | ---------- | --------- | --- |
| Gabriel Samolej Marek Batkiewicz Mariusz Kieca Kazimierz Jurek Henryk Gruth Rafał Sroka Robert Szopiński Dariusz Garbocz Marek Cholewa Jerzy Sobera Andrzej Kądziołka Krzysztof Kuźniecow Andrzej Świstak Mariusz Puzio Janusz Hajnos Mirosław Tomasik Waldemar Klisiak Dariusz Platek Janusz Adamiec Krzysztof Bujar Mariusz Czerkawski Wojciech Tkacz Sławomir Wieloch | mannen     | 11e       | Voorronde groep A: 2- 7 Polen - Zweden 1- 9 Polen - Finland 1- 7 Polen - Italië 0- 3 Polen - Verenigde Staten 0- 4 Polen - Duitsland Wedstrijd om 9e t/m 12e plaats: 2- 7 Polen - Zwitserland Wedstrijd om de 11e plaats: 4- 1 Polen - Italië |

Algerije · Amerikaanse Maagdeneilanden · Andorra · Argentinië · Australië · België · Bermuda · Bolivia · Brazilië · Bulgarije · Canada · Chili · China · Chinees Taipei · Costa Rica · Cyprus · Denemarken · Duitsland · Estland · Filipijnen · Finland · Frankrijk · Gezamenlijk team · Griekenland · Groot-Brittannië · Honduras · Hongarije · Ierland · IJsland · India · Italië · Jamaica · Japan · Joegoslavië · Kroatië · Letland · Libanon · Liechtenstein · Litouwen · Luxemburg · Marokko · Mexico · Monaco · Mongolië · Nederland · Nederlandse Antillen · Nieuw-Zeeland · Noord-Korea · Noorwegen · Oostenrijk · Polen · Puerto Rico · Roemenië · San Marino · Senegal · Slovenië · Spanje · Swaziland · Tsjecho-Slowakije · Turkije · Verenigde Staten · Zuid-Korea · Zweden · Zwitserland